# Kedai Padang
Kedai Padang is een bestuurslaag in het regentschap Aceh Selatan van de provincie Atjeh, Indonesië. Kedai Padang telt 472 inwoners (volkstelling 2010).